# Coptis aspleniifolia
Coptis aspleniifolia là một loài thực vật có hoa trong họ Mao lương. Loài này được Salisb. mô tả khoa học đầu tiên năm 1807.